# Parroquia Santiago Apóstol Temoaya

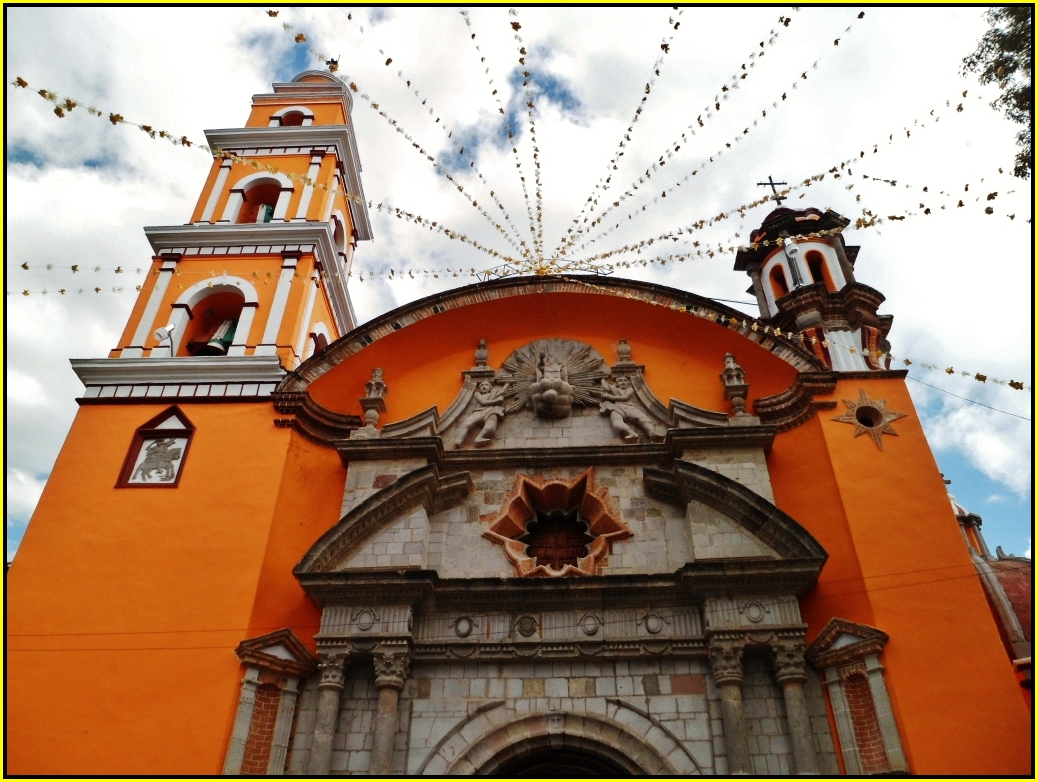
Kyrkans exteriör, 2018.

Parroquia Santiago Apóstol är en katolsk kyrka och församling i Temoaya i delstaten Mexiko. Den är belägen på Calle Fray Pedro de Gante precis, bredvid Plaza Miguel Hidalgo, stadens huvudtorg och centrum. Kyrkan uppfördes år 1592 och både interiör och exteriör har genom åren bevarats till bästa möjliga förmåga. En omfattande renovering gjordes år 1790.